# Catawba (Carolina del Nord)
Catawba és una població dels Estats Units a l'estat de Carolina del Nord. Segons el cens del 2000 tenia 698 habitants.

## Demografia
Segons el cens del 2000, Catawba tenia 698 habitants, 270 habitatges i 208 famílies. La densitat de població era de 117,7 habitants per km².
Dels 270 habitatges en un 25,9% hi vivien nens de menys de 18 anys, en un 55,6% hi vivien parelles casades, en un 17% dones solteres, i en un 22,6% no eren unitats familiars. En el 18,5% dels habitatges hi vivien persones soles el 8,5% de les quals corresponia a persones de 65 anys o més que vivien soles. El nombre mitjà de persones vivint en cada habitatge era de 2,59 i el nombre mitjà de persones que vivien en cada família era de 2,93.
Per edats la població es repartia de la següent manera: un 22,9% tenia menys de 18 anys, un 7,6% entre 18 i 24, un 29,4% entre 25 i 44, un 22,6% de 45 a 60 i un 17,5% 65 anys o més.
L'edat mediana era de 38 anys. Per cada 100 dones de 18 o més anys hi havia 83 homes.
La renda mediana per habitatge era de 42.031 $ i la renda mediana per família de 42.083 $. Els homes tenien una renda mediana de 33.750 $ mentre que les dones 21.645 $. La renda per capita de la població era de 20.933 $. Entorn del 8,2% de les famílies i el 9,2% de la població estaven per davall del llindar de pobresa.

## Poblacions més properes
El següent diagrama mostra les poblacions més properes.